# Gheorghe Limona
Gheorghe Limona (Livádia, Görögország, 1925. június 29. –) román nemzetközi labdarúgó-játékvezető.

## Pályafutása

### Nemzeti kupamérkőzések
Vezetett kupadöntők száma: 2.

#### Román kupa
| Időpont          | Helyszín                        | Mérkőzés típusa | Mérkőzés                          | Partbírók                        | Eredmény | Nézők száma |
| ---------------- | ------------------------------- | --------------- | --------------------------------- | -------------------------------- | -------- | ----------- |
| 1970. július 26. | Augusztus 23. Stadion, Bukarest | döntő           | Dinamo București–Steaua București | Mircea Bică/Constantin Niculescu | 1 : 2    | 30 000      |
| 1972. július 2.  | Augusztus 23. Stadion, Bukarest | döntő           | Rapid București–Jiul Petroșani    | C. Drăgotescu/Al. Grigorescu     | 2 : 0    | 30 000      |

### Nemzetközi játékvezetés
A Román labdarúgó-szövetség (FRF) Játékvezető Bizottsága (JB) terjesztette fel nemzetközi játékvezetőnek, a Nemzetközi Labdarúgó-szövetség (FIFA) 1970-től tartotta nyilván bírói keretében. Több nemzetek közötti válogatott és klubmérkőzést vezetett vagy partbíróként tevékenykedett. A román nemzetközi játékvezetők rangsorában, a világbajnokság-Európa-bajnokság sorrendjében többedmagával a 22. helyet foglalja el egy találkozó szolgálatával. Az aktív nemzetközi játékvezetéstől 1975-ben búcsúzott.

#### Európa-bajnokság
Az európai-labdarúgótorna döntőjéhez vezető úton Jugoszláviába az V., az 1976-os labdarúgó-Európa-bajnokságra az UEFA JB  játékvezetőként foglalkoztatta.
| Időpont         | Helyszín                  | Mérkőzés típusa           | Mérkőzés          | Eredmény | Nézők száma |
| --------------- | ------------------------- | ------------------------- | ----------------- | -------- | ----------- |
| 1975. június 8. | Tsirion Stadion, Limassol | előselejtező (1. csoport) | Ciprus–Portugália | 0 : 2    | 9 000       |